# Alec Empire
Alec Empire (Berlín Occidental, 2 de mayo de 1972), nombre artístico de Alexander Wilke, es un músico alemán que es más conocido como miembro fundador de la banda Atari Teenage Riot. Además es un solista, productor y DJ prolífico y distinguido que ha editado más de cien discos, EP y sencillos y ha hecho remixes de setenta canciones tanto populares como desconocidas.

También fue el impulsor de la creación del subgénero digital hardcore y de los sellos discográficos Digital Hardcore Recordings y Eat Your Heart Out.

## Biografía
El padre de Wilke fue un socialista de clase obrera e hijo de un judío que murió en un campo de concentración en la Segunda Guerra Mundial.

Wilke creció durante la Guerra Fría cerca del Muro de Berlín, por el cual tenía que pasar cada día para ir a la escuela. La frecuente presencia de patrulla armados influenció su perspectiva de la vida desde muy temprana edad.

El describe a la Berlín de ese entonces como: "Probablemente el lugar izquierdista más radical de Alemiana en los 70, con terroristas, muchas manifestaciones, y probablemente el primer lugar en oír la última música estadounidense, debido a los programas radiales que los soldados estadounidenses traían a Berlín".

### Influencias tempranas y carrera
A la edad de 10 años, el amor de Wilke por el rap lo condujo a hacer carrera de breakdancer en las calles de Berlín.

 
Posteriormente, y desilusionado de la creciente comercialización del género, abandonó este estilo para enfocarse en una forma de expresión musical totalmente diferente. Wilke tocaba la guitarra desde los ocho años, lo que en conjunto a su crianza políticamente cargada lo condujo a la música punk; formando su primera banda, Die Kinder, a los 12 años.
A los dieciséis años, sin embargo, Wilke sintió que el movimiento punk estaba "muerto" (aunque la actitud punk anti-establishment o en contra de lo establecido figuraría de manera importante en sus trabajos subsecuentes). Después de abandonar Die Kinder, comenzó a escuchar música clásica y a experimentar con instrumentos electrónicos.

Con el tiempo, se sintió fascinado con la escena rave, y tras la Reunificación alemana, frecuentó raves clandestinas en el Berlín Oriental, con la convicción de que la escena de su nativa Berlín Occidental era muy comercial. Conocido a principios de su carrera como LX Empire, produjo una gran cantidad de lo que el llama  "Música DJ sin identidad".
 
En 1991, mientras trabajaba de Disc jockey en una playa de Francia con su amiga Hanin Elias, captó la atención de Ian Pooley, lo que llevó al lanzamiento de un número de grabaciones 12" en el sello Force Inc.

Pese a que Empire era un productor y Disc jockey prolífico en aquel entonces, y tenía bienestar económico, opinaba que la escena rave era decadente y egoísta. Esto lo irritaba, ya que él y sus amigos vivían en una ciudad envuelta en política, y la desaparición del gobierno comunista daba paso a un creciente conservadurismo en Alemania, mientras a pocas personas parecía importarle. El movimiento Neonazi había invadido la escena, proclamando que el Tech Trance era "genuina música alemana".
Empire reaccionó usando samples de funk de los años sesenta y setenta, un estilo música predominantemente negro, en su trabajo solista. Con el fin de difundir el mensaje, reunió a dos individuos con ideas similares a las de él: Hanin Elias (que también era una ex punk) y Carl Crack (un MC Suazi), para formar una banda. En 1992, el trío se dio a conocer como Atari Teenage Riot (ATR).

### Atari Teenage Riot y Digital Hardcore Recordings
El sonido de Atari Teenage Riot se caracterizaba por el uso de breakbeats (que también eran tomados del funk y el rap, pero reproducidos a más del doble de su velocidad original), de pesados riffs de guitarra, y el griterío de letras y consignas políticas por parte de los miembros de la banda (así como también diálogos grabados). Empire proporcionó gran parte de la dirección musical, y con el ingreso posterior de la músico noise japonés-americano Nic Endo, el sonido de ATR adquirió una naturaleza más caótica y arritmica, marcado por secuencias tosca, la mezcla improvisada y extendidos "festines de noise".
ATR firmó un contrato música con Phonogram, un importante sello del Reino Unido, en 1993. El cual se terminó después de que se lanzaran apenas un par de sencillos, debido a la negativa, por parte de la banda, de tocar según las reglas del sello.

En 1994, usando el avance de dinero no reembolsable obtenido con el contrato; Empire inició un sello independiente que le permitía a sus artistas la libertad de expresión que Phonograma probablemente no les daría. Lo nombró Digital Hardcore Recordings(DHR), digital hardcore se transformaría en un término común para describir la dirección que su sonido había tomado. Ese año, DHR editó EP de EC8OR, Sonic Subjunkies, y de Empire.
Mientras trabajaba con ATR, Empire también siguió su carrera solista. Editó discos para el sello Force Inc. bajo varios pseudónimos, como por ejemplo, Jaguar inspirado en el techno de Detroit. También editó varios discos para el sello Mille Plateaux (una subsidiaria más experimental de Force Inc.), tales como Generation Star Wars(su primer álbum solista) y Low on Ice, que grabó usando solo su laptop durante un tour de 3 días de ATR por Islandia. En 1995, ATR lanzó su primer disco, Delete Yourself!, en el sellor DHR, y en 1996 Empire editó su primer disco solista en ese sellor, The Destroyer. Ese mismo año, Empire y Mike D firmaron un acuerdo para lanzar varios discos de DHR en el sello Grand Royal de Beastie Boys, ubicado en los Estados Unidos El sello además invitó a los artistas DHR a hacer giras en USA, lo que valió el reconocimiento en MTV y estaciones radiales alternativas.
ATR pasó los siguientes años en gira por el mundo con artistas tales como Jon Spencer Blues Explosion, Beck, Rage Against the Machine, Wu-Tang Clan y Ministry, además de ser el espectáculo principal del memorable festival Digital Hardcore en CBGB'sen Nueva York en 1998, y el show en Queen Elizabeth Hall en Londres en 1999 a pedido del fanático John Peel. En esta época introdujeron a Nic Endo a sus filas como cuarto miembro. La opinión de los aficionados sobre el sonido que ATR posteriormente incorporó fue en general dividida. Esta reacción, además de otros factores, comenzó a poner las cosas tensas entre los miembros de la banda.
Los cuatro miembros se refugiaron en sus trabajos solistas – entre los proyectos de Empire de ese entonces se encontraba Nintendo Teenage Robots y el álbum pirata Alec Empire vs. Elvis Presley, así como también remixes para grupos como The Mad Capsule Markets, Mogwai y Thurston Moore. Sin embargo, los problemas de ATR empeoraron. En el escenario en un show en Seattle en 1999, Empire cortó su antebrazos con una hoja de afeitar. En otro show ese mismo año en Londres, en el que ATR teloneaba a Nine Inch Nails, la banda cambió la fórmula usual basada en canciones por bombardeo extenso de lo que podría describirse como "noise"; este show sería posteriormente editado bajo el nombre de Live at Brixton Academy.
A fines de 1999, Empire estaba mentalmente agotado, Elias estaba embarazada y Crack padecía de psicosis inducida por el uso prolongado de drogas. La banda fue puesta en hiato, sin embargo su futuro se tornó incierto con la posterior muerte de Crack en 2001, y la decisión de Elias de abandonar DHR para crear Fatal Recordings.

### Después de ATR

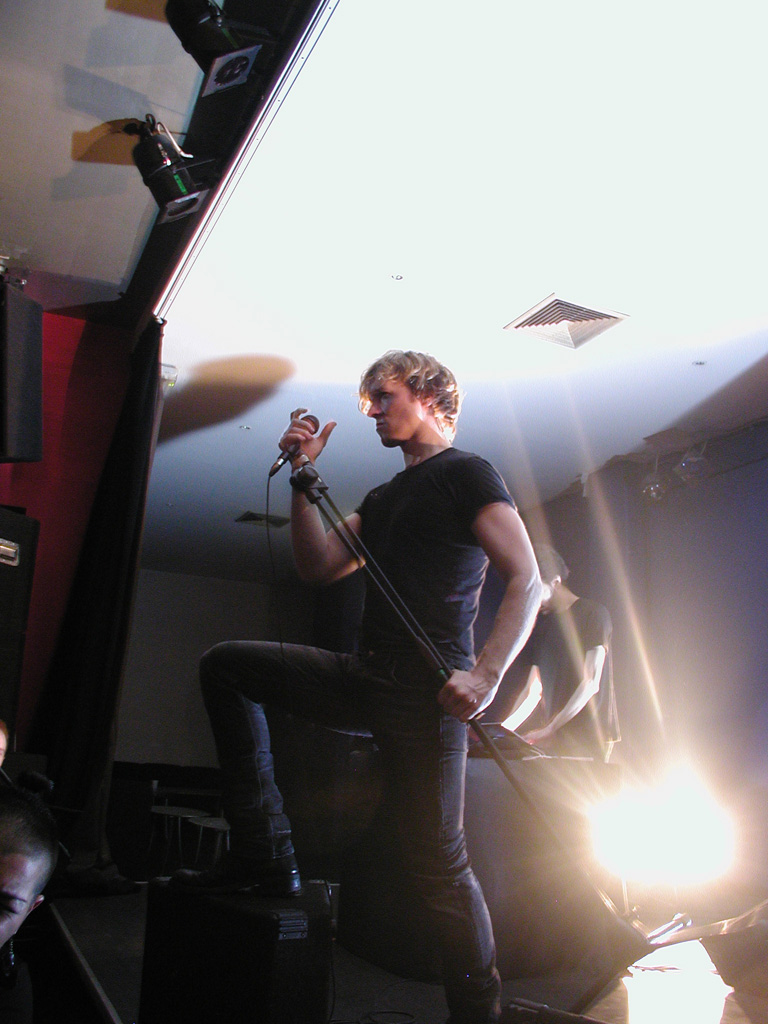
Alec Empire en concierto en Prato, Italia el 13 de enero de 2007.

Empire resurgió el 2001 cuando, con la asistencia de Endo, grabó Intelligence and Sacrifice. El álbum contenía dos discos: el primero retuvo la fórmula desarrollada con ATR, aunque exhibía una estilo de producción más pulida y letras de una naturaleza introspectiva inusual; el segundo disco fue un álbum instrumental electrónico, y en contraste más experimental. Para su primera presentación como Alec Empire en vivo en el festival Fuji Rock en Japón, Empire uso una alineación de estrellas: Charlie Clouser (ex-Nine Inch Nails) tocó los sintetizadores, Merzbow y Gabe Serbian (The Locust) tocaron batería, y Endo sintetizadores y teclados.
La siguiente alineación de Empire incluyó al guitarrista Robbie Furze, que posteriormente grabaría para DHR con Panic DHH. Empire además hizo una serie de conciertos en los que tocó material del  segundo disco de Intelligence and Sacrifice; uno de estos espectáculos fue editado bajo el nombre de The CD2 Sessions en 2003. El 2005 regresó con Futurist, un disco menos electrónico que sus predecesores y que incluía un sonido punk-rock más crudo, aunque asistido de cajas de ritmos y algo de procesamiento de sonido.
Empire comenzó el 2006 como DJ en la fiesta de Año Nuevo de los pioneros del industrial Throbbing Gristle. Durante este año editó remixes de Rammstein y la banda neoyorquina de punk Most Precious Blood. También grabó un cover del tema "Monk Time" de 'The Monks' para un álbum tributo de la banda con el vocalista del grupo Gary Burger, y Russel Simins de Blues Explosion. El 3 de julio de 2006 se lanzó un álbum retrospectivo titulado Atari Teenage Riot: 1992-2000, bajo el sello DHR.

## Discografía
Véase también Discografía de Atari Teenage Riot.

### Álbumes de estudio

#### Para Mille Plateaux
- Generation Star Wars (1994)
- Low on Ice (The Iceland Sessions) (1995)
- Hypermodern Jazz 2000.5 (1996)
- Les Étoiles des Filles Mortes (1996)

#### Para DHR
- The Destroyer (1996)
- Miss Black America (1999)
- Intelligence and Sacrifice (2001)
- Futurist (2005)

#### Para Eat Your Heart Out
- The Golden Foretaste of Heaven (2007)
- Shivers (2009)